# ラ・ファブリック
ラ・ファブリック（仏語名：La Fabrique Éditions）は外科医として活動しながら、パレスチナ連帯運動などにかかわった著述家のエリック・アザンが1998年に創立した独立系出版社 。

## 沿革
ラ・ファブリック出版社 は外科医・活動家・著述家のエリック・アザンが設立。エリック・アザンの父親はフェルナン・アザンは、1927年にパリで出版社を立ち上げたエミール・アザンの兄弟で、自身も芸術書専門の出版社アザン社を創業した。このアザン社を継承したエリック・アザンは1992年、アシェット・リーブル に売却した。
独立系出版社のラ・ファブリックは「マルクス主義からアナキズムまでいたるラディカルな左翼思想家」が政治参加として執筆するエッセイの出版で知られるようになった · 。
創立者のエリック・アザンはパレスチナ生まれの母とエジプト系ユダヤ人の父 を持つユダヤ系フランス人であり、ラ・ファブリック社の出版カタログには、世界中の哲学者や思想家によるテキストに加えて、イスラエル・パレスチナの紛争に関するエッセイが数多く含まれている。
2023年4月、ブックフェアの出張のためにフランスからロンドンに着いたラ・ファブリック出版社の海外著作権責任者が、ロンドン警視庁のテロ対策部により逮捕された。フランスで年金改革に反対するデモ に参加したことがある同責任者は、英国警察により「フランスの年金改革、フランス政府、エマニュエル・マクロン大統領やコロナ禍に対する彼の意見など」と同出版社の「反政府派」の著者の政治的見解について尋問を受け、携帯電話とコンピューターを押収され調べられたが、警察から何の説明もないまま釈放されたのは24時間後だった · 。翌年2024年4月、ロンドン警視庁によるこの行為は違法とされ、権力の乱用を認めた同機関は、ラ・ファブリック社の海外著作権責任者に正式に謝罪した。。

## 主な邦訳刊行物
- Jacques Rancière (2000). Le partage du sensible - esthéthique et politique
ジャック・ランシエール 著、梶田裕 訳『感性的なもののパルタージューー美学と政治』法政大学出版局、2009年。
- Jacques Rancière (2003). Le destin des images
ジャック・ランシエール 著、堀潤之 訳『イメージの運命』平凡社、2010年。
- Jacques Rancière (2005). La haine de la démocratie
ジャック・ランシエール 著、松葉祥一 訳『民主主義への憎悪』インスクリプト、2008年。
- Éric Hazan (2006). Notes sur l'occupation
エリック・アザン 著、益岡賢 訳『占領ノートーーユダヤ人が見たパレスチナの生活』現代企画室、2008年。
- Comité invisible (2007). L'insurrection qui vient
不可視委員会 著、『来たるべき蜂起』翻訳委員会 訳『来たるべき蜂起』彩流社、2010年。
- Jacques Rancière (2008). Le spectateur émancipé
ジャック・ランシエール 著、梶田裕 訳『解放された観客〈新装版〉』法政大学出版局、2018年。
- Giorgio Agamben; Alain Badiou; Daniel Bensaïd; Wendy Brown; Jean-Luc Nancy; Jacques Rancière; Kristin Ross; Slavoj Žižek (2009). Démocratie, dans quel état?
ジョルジョ・アガンベン、アラン・バディウ、ダニエル・ベンサイド、ウェンディ・ブラウン、ジャン＝リュック・ナンシー、ジャック・ランシエール、クリスティン・ロス、スラヴォイ・ジジェク 著、河村一郎・澤里岳史・河合孝昭・太田悠介・平田周 訳『⺠主主義はいま?ーー不可能な問いへの８つの思想的介入』以文社、2011年。
- Frédéric Lordon (2010). Capitalisme, désir et servitude - Marx et Spinoza
フレデリック・ロルドン 著、杉村昌昭 訳『なぜ私たちは、喜んで“資本主義の奴隷"になるのか?──新自由主義社会における欲望と隷属』作品社、2012年。
- Grégoire Chamayou (2010). Les chasses à l'homme
グレゴワール・シャマユー 著、平田周・吉澤英樹・中山俊 訳『人間狩り――狩猟権力の歴史と哲学』明石書店、2021年。
- Jacques Rancière (2011). Les écarts du cinéma
ジャック・ランシエール 著、堀潤之 訳『映画の隔たり』青土社、2025年。
- Jacques Rancière (2012). La leçon d'Althusser
ジャック・ランシエール 著、市田良彦・伊吹浩一・箱田徹・松本潤一郎・山家歩 訳『アルチュセールの教え』航思社、2013年。
- Grégoire Chamayou (2013). Théorie du drone
グレゴワール・シャマユー 著、渡名喜庸哲 訳『ドローンの哲学ーー遠隔テクノロジーと〈無人化〉する戦争』明石書店、2018年。
- Alain Badiou; Pierre Bourdieu; Judith Butler; Georges Didi-Huberman; Sadri Khiari; Jacques Rancière (2013). Qu'est-ce qu'un peuple ?
アラン・バディウ、ピエール・ブルデュー、ジュディス・バトラー、ジョルジュ・ディディ＝ユベルマン、サドリ・キアリ、ジャック・ランシエール 著、市川崇 訳『人民とはなにか？』以文社、2015年。
- Grégoire Chamayou (2018). La société ingouvernable - Une généalogie du libéralisme autoritaire
グレゴワール・シャマユー 著、信友建志 訳『統治不能社会――権威主義的ネオリベラル主義の系譜学』明石書店、2022年。
- Olivier Gloag (2023). Oublier Camus. Préface par Fredric Jameson[12]
オリヴィエ・グローグ 著、木岡さい 訳『カミュ　ふたつの顔』フレドリック・ジェイムソンによる序文、青土社、2025年 エラー: 日付が正しく記入されていません。（説明）。
- Ilan Pappé (2024) (フランス語). Nettoyage ethnique en Palestine[注 1]
イラン・パペ 著、田浪亜央江・早尾貴紀 訳『パレスチナの民族浄化――イスラエル建国の暴力』法政大学出版局、2017年。